# Jaroslav Červený
Jaroslav Červený (Praga, 1º giugno 1895 – 4 maggio 1950) è stato un calciatore cecoslovacco, di ruolo centrocampista.

## Carriera

### Nazionale
Debutta il 6 maggio 1923 contro la Danimarca (2-0). Con Červený in campo, la Nazionale cecoslovacca non ha mai perso, vincendo 6 sfide internazionali su 7 e pareggiandone 1.

## Palmarès

### Club

#### Competizioni nazionali
- Campionato cecoslovacco: 1

Sparta Praga: 1925-1926